# Макемаке (божанство)
Макемаке (такође и Маке-маке и МакеМаке) је творац човечанства и бог плодности у "Рапа Нуи митологији" Ускршњег острва.

## У астрономији
Патуљасти планет Макемаке је добио име по овом божанству зато што су и патуљасти планет и острво откривени на Ускрс; планета је откривена брзо након Ускрса 2005. године, а Ускршње острво је откривено на Ускрс 1722. године.